# Liste du patrimoine mondial au Paraguay
Cet article recense les sites inscrits au patrimoine mondial au Paraguay.

## Statistiques
Le Paraguay ratifie la Convention pour la protection du patrimoine mondial, culturel et naturel le 27 avril 1988. Le premier site protégé est inscrit en 1993.
En 2023, le Paraguay compte 1 site inscrit au patrimoine mondial, culturel. 
La même année, le pays a également soumis 12 sites à la liste indicative : 6 culturels, 5 naturels et 1 mixte.

## Listes

### Patrimoine mondial
Le site paraguayen suivant est inscrit au patrimoine mondial en 2023. Les noms et les graphies sont celles choisies par l'UNESCO.
| Site                                                              | Département | Type           | Date | Superficie (ha) | Lien | Notes | Coordonnées                                                           | Illus. |
| ----------------------------------------------------------------- | ----------- | -------------- | ---- | --------------- | ---- | --- | --------------------------------------------------------------------- | ------ |
| Missions jésuites de La Santísima Trinidad et Jesús de Tavarangue | Itapúa      | Culturel, (iv) | 1993 | 27,88           | 648  | L'Argentine et le Brésil comptent un bien transfrontalier similaire, les missions jésuites des Guaranis, mais listé séparément par l'UNESCO. | 27° 07′ 55″ sud, 55° 42′ 11″ ouest 27° 03′ 22″ sud, 55° 45′ 07″ ouest |        |

### Liste indicative
Les sites suivants sont inscrits sur la liste indicative du pays en 2023.
| Site                                                    | Département                                 | Type                       | Date | Lien | Notes | Coordonnées | Illus. |
| ------------------------------------------------------- | ------------------------------------------- | -------------------------- | ---- | ---- | --- | --- | ------ |
| Art rupestre de Jasuka Venda (es) et Cerro Corá         | Amambay                                     | Culturel, (iii)            | 2022 | 6609 | Inscrit sous le nom « Rock Art of Jsukaevnda and Cerro Corá ». 4 sites distincts.                                                                                             | 22° 40′ 16″ sud, 56° 09′ 29″ ouest 22° 40′ 19″ sud, 56° 09′ 58″ ouest 22° 40′ 08″ sud, 56° 00′ 40″ ouest 22° 40′ 59″ sud, 56° 00′ 22″ ouest |        |
| Chemin de fer Carlos Antonio López (es)                 | Caazapá, Central, Guairá, Itapúa, Paraguarí | Culturel                   | 1993 | 506  | Inscrit sous le nom « Sistema Ferrocarril Pte. Carlos Antonio López ». | |        |
| Complexe ferroviaire et village anglais de Sapucai (es) | Paraguarí                                   | Culturel, (ii), (iv)       | 2018 | 6282 | Inscrit sous le nom « Railway Complex and English Village of Sapucai ». | 25° 40′ 05″ sud, 56° 57′ 22″ ouest |        |
| Église San Buenaventura de Yaguarón                     | Paraguarí                                   | Culturel, (ii), (iv)       | 2022 | 6614 | Inscrit sous le nom « Templo San Buenaventura de Yaguaron ». | 25° 33′ 43″ sud, 57° 17′ 02″ ouest |        |
| Mission jésuite de San Cosme y Damián (es)              | Itapúa                                      | Culturel, (iv)             | 2022 | 6613 | Inscrit sous le nom « Jesuit Mission of San Cosme y San Damián », il s'agirait d'une extension du bien « Missions jésuites de La Santísima Trinidad et Jesús de Tavarangue ». | 27° 19′ 01″ sud, 56° 19′ 52″ ouest |        |
| Pantanal paraguayen (es)                                | Alto Paraguay                               | Naturel, (vii), (ix), (x)  | 2018 | 6281 | Inscrit sous le nom « Paraguayan Pantanal ». | 19° 53′ 56″ sud, 58° 23′ 35″ ouest |        |
| Parc national Defensores del Chaco (es)                 | Alto Paraguay                               | Naturel, (viii), (x)       | 2022 | 6610 | Inscrit sous le nom « Defensores del Chaco National Park ». | 20° 09′ 22″ sud, 60° 18′ 14″ ouest |        |
| Parc national Médanos del Chaco (es)                    | Alto Paraguay                               | Naturel, (viii), (ix), (x) | 2022 | 6611 | Inscrit sous le nom « Médanos del Chaco National Park ». | 20° 22′ 19″ sud, 61° 48′ 40″ ouest |        |
| Parc national Tinfunke' (es)                            | Presidente Hayes                            | Naturel                    | 1993 | 508  | Inscrit sous le nom « Parque National Tinfunke' ». | 24° 00′ 18″ sud, 60° 14′ 49″ ouest |        |
| Paysage culturel de la yerba mate                       |                                             | Culturel, (iii), (v), (vi) | 2022 | 6612 | Inscrit sous le nom « Yerba Mate Cultural Landscape ». | |        |
| Parc national d'Ybyturuzu (es)                          | Guairá                                      | Naturel                    | 1993 | 507  | Inscrit sous le nom « Parque Nacional Ybyturuzu ». Depuis l'inscription, le parc national est devenu une reserva de recursos manejados (« réserve de ressources gérées »).    | 25° 51′ 47″ sud, 56° 13′ 12″ ouest |        |
| Réserve naturelle de la forêt de Mbaracayú              | Alto Paraná                                 | Mixte (iii), (x)           | 2003 | 1845 | Inscrit sous le nom « Mbaracayú Forest Nature Reserve ». | 24° 07′ 30″ sud, 55° 16′ 01″ ouest |        |